# Andrea del Sarto
Andrea del Sarto (Florence, 16 juli 1486/1487? - Florence, 28/29 september 1530 of 21 januari 1531) was een Italiaanse kunstschilder die faam maakte tijdens de hoogrenaissance. Hoewel hij hoog aanzien genoot bij tijdgenoten als een kunstenaar "senza errori" (dat wil zeggen "foutloos"), worden andere talentvolle kunstenaars uit de Italiaanse renaissance zoals Michelangelo en Rafaël tegenwoordig hoger gewaardeerd.

## Jeugd en opleiding
Andrea werd geboren in Gualfonda, dicht bij Florence, als zoon van een kleermaker (It. sarto). In 1494 was Andrea in de leer bij een goudsmid, en vervolgens ging hij in de leer bij schilder Gian Barile waarbij hij tot 1498 verbleef. Volgens Vasari ging hij daarna in de leer bij Piero di Cosimo, en later bij Raffaellino del Garbo.
Andrea en zijn oudere vriend Franciabigio besloten om een gezamenlijk atelier te openen. Zij vonden een onderdak aan de Piazza del Grano. Mogelijk hun eerste samenwerking betrof De doop van Christus voor de Florentijnse Compagnia dello Scalzo.
Van 1509 tot 1514 werden Sarto, Franciabigio en Andrea Feltrini ingehuurd door de katholieke kloosterorde Servieten van Maria, om de Basilica della Santissima Annunziata te voorzien van fresco's.
Sarto illustreerde de portico van de basiliek met fragmenten uit het leven van Filippo Benizzi, een heilige die overleed in 1285. Tegen 1514 waren Sarto's laatste twee fresco's af, waaronder zijn meesterwerk De geboorte van Venus.

## Frankrijk
Sarto's werk was ook opgevallen in Frankrijk. Frans I van Frankrijk nodigde Sarto, samen met zijn leerling Andrea Squarzzella, uit, om aan het Franse hof te komen werken. Sarto wilde echter snel weer terug naar Florence. De koning stemde in, op voorwaarde dat Sarto met een geldbedrag dat hij had gekregen, kunst zou aankopen voor zijn koninklijke beschermheer. Echter Sarto bouwde van dit geld een huis in Florence, waardoor hij zich de rest van zijn leven onmogelijk had gemaakt in Frankrijk.

## Terug in Florence
In 1520 pakte Sarto zijn werk in Florence weer op. Hij schilderde twee werken voor het klooster van Scalzo. Daarna maakte hij nog vele schilderijen waaronder De onthoofding van de doper, Verschijning van de engel aan Zacharias (1523), en Visitatie. Dit laatstgenoemde werk was van grote invloed op de vroege stijl van Sarto's leerling Jacopo da Pontormo.
Zijn laatste grote werk betrof een Laatste avondmaal. Sarto overleed in 1530 of 1531.

## Werken

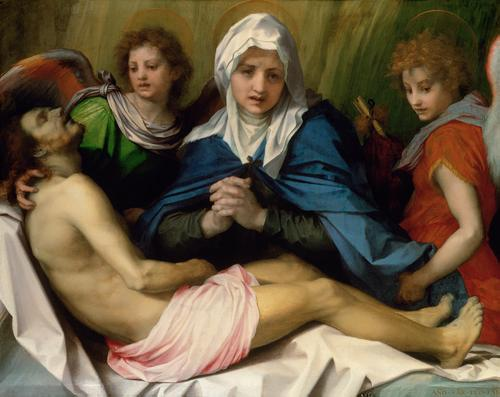
Piëta, ca. 1519/1520

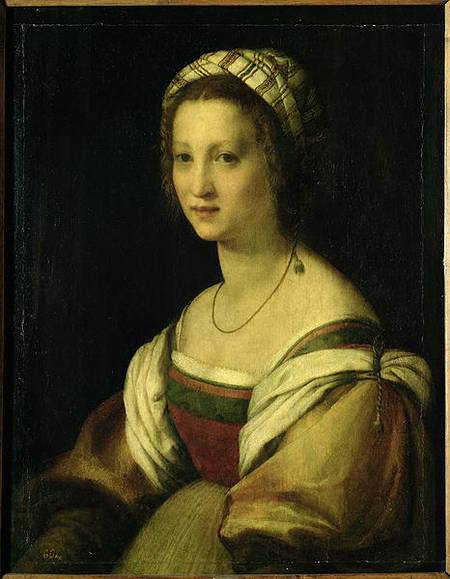
Lucrezia de Baccio Del Fede, Andrea del Sarto zijn vrouw, 1513-1514

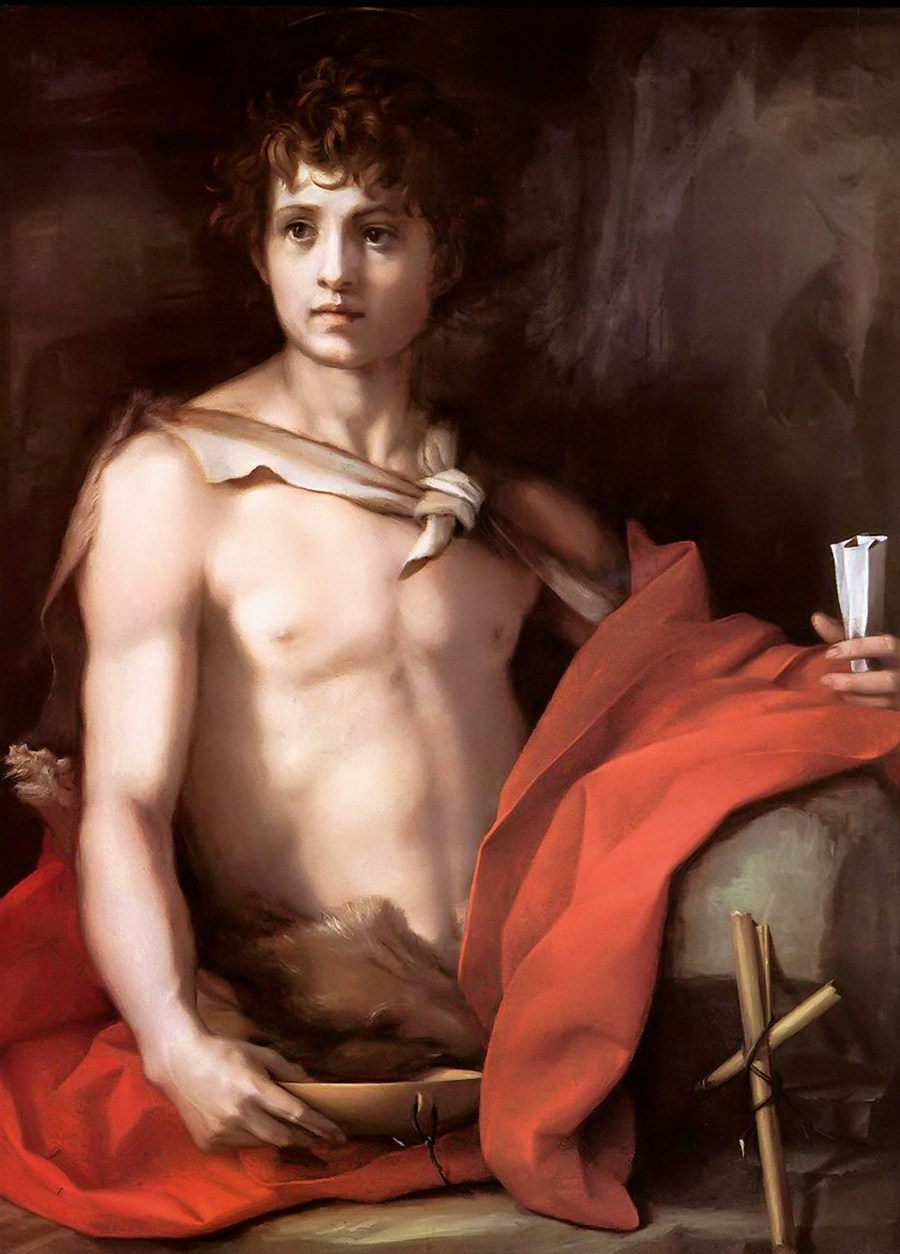
Johannes de Doper, ca. 1528

- Testa di Madonna, 1506-1510, olieverf op paneel, 38 x 29 cm, New York, Metropolitan Museum.
- Madonna col Bambino e i santi Giovannino, Caterina e Elisabetta, ca. 1510, olieverf op doek, 102 x 80 cm, Sint-Petersburg, Hermitage.
- Viaggio dei Magi, 1511, fresco, 360 x 305 cm, Florence, Chiesa della Santissima Annunziata.
- Tobia e l'angelo con san Leonardo e un donatore, 1512, olieverf op doek, 178 x 153 cm, Wenen, Kunsthistorisches Museum Wien.
- Annunciazione, 1512-1513, olieverf op paneel, 183 x 184 cm, Florence, Palazzo Pitti, Galleria Palatina.
- Madonna col Bambino, sant'Elisabetta e san Giovannino, 1513 ca, olieverf op doek, 106 x 81,3 cm, Londen, National Gallery.
- Ritratto della moglie dell'artista, 1513-1514, olieverf op doek, 73 x 56 cm, Madrid, Museo del Prado.
- Nascita della Vergine, 1514, fresco, 413 x 345 cm, Florence, Chiesa della Santissima Annunziata.
- Battesimo delle folle, 1515-1517, fresco, Florence, Chiostro dello Scalzo.
- Madonna col Bambino e san Giovannino, ca. 1515-1520, olieverf op doek, 90 x 70 cm, Wenen, Kunsthistorisches Museum.
- Madonna col Bambino, ca. 1515-1520 ca, olieverf op doek, 85,6 x 62,5 cm, Ottawa, National Gallery of Canada.
- Sacra Famiglia con sant'Anna e san Giovannino, ca. 1516 , olieverf op paneel, diam. 106 cm, Parijs, Musée du Louvre.
- Madonna col Bambino con san Giovannino, Anna e due angeli, ca. 1516, olieverf op doek, 141 x 108 cm, Parijs, Musée du Louvre.
- Madonna delle Arpie, 1517, olieverf op doek, 208 x 178 cm, Florence, Galleria degli Uffizi.
- Ritratto di dama con cestello di fusi, ca. 1517, olieverf op doek, 76 x 54 cm, Florence, Galleria degli Uffizi.
- Ritratto di giovane uomo, ca. 1517, olieverf op doek, 72 x 57 cm, Londen, National Gallery.
- Madonna col Bambino e il piccolo san Giovanni, 1517-1519, olieverf op doek, 106 x 81 cm, Londen, Wallace Collection.
- Madonna col Bambino e san Giovannino, ca. 1518, olieverf op doek, 154 x 101 cm, Rome, Galleria Borghese.
- La Carità, 1518, olieverf op doek, 185 x 137 cm, Parijs, Musée du Louvre.
- Trionfo di Cesare, ca. 1520, fresco, 502 x 536 cm, Poggio a Caiano, Villa Medici.
- Sacra Famiglia e san Giovannino, 1520, olieverf op doek, 129 x 105 cm, Florence, Palazzo Pitti, Galleria Palatina.
- I sogni di Giuseppe, ca. 1520, olieverf op doek, 98,3 x 135 cm, Florence, Palazzo Pitti, Galleria Palatina.
- I sogni del faraone, ca. 1520, olieverf op doek, 98 x 135 cm, Florence, Palazzo Pitti, Galleria Palatina.
- Disputa sulla Trinità, ca. 1520, olieverf op doek, 232 x 193 cm, Florence, Palazzo Pitti, Galleria Palatina.
- Compianto su Cristo morto, ca. 1520, olieverf op doek, 99 x 120 cm, Wenen, Kunsthistorisches Museum.
- Ultima cena, 1520-1525, fresco, 525 x 871 cm, Florence, Convento di San Salvi.
- Madonna della Scala, 1522-1523, olieverf op doek, 177 x 135 cm, Madrid, Museo del Prado.
- Pietà con santi, 1523, olieverf op doek, 239 x 199 cm, Florence, Palazzo Pitti, Galleria Palatina.
- Madonna del Sacco, 1525, fresco, 191 x 403 cm, Florence, Chiesa della Santissima Annunziata.
- Assunzione della Vergine, 1526-1529, olieverf op doek, 236 x 205 cm, Florence, Palazzo Pitti, Galleria Palatina.
- Sacrificio di Isacco, ca. 1527, olieverf op doek, 178 x 138 cm, Cleveland, Ohio, Museum of Art.
- Sacrificio di Isacco, 1527-1528, olieverf op doek, 213 x 159 cm, Dresden, Gemäldegalerie Alte Meister.
- Sacra Famiglia (Barberini), olieverf op doek, 140 x 104 cm, Rome, Palazzo Barberini.
- Madonna col Bambino in gloria e sei santi, ca. 1528, olieverf op doek, 209 x 176 cm, Florence, Palazzo Pitti, Galleria Palatina.
- Annunciazione, 1528, olieverf op doek, 96 x 189 cm, Florence, Palazzo Pitti, Galleria Palatina.
- San Giovanni Battista, 1528, olieverf op doek, 94 x 68 cm, Florence, Palazzo Pitti, Galleria Palatina.
- San Giacomo Maggiore, 1528-1529, olieverf op doek, 159 x 86 cm, Florence, Galleria degli Uffizi.
- Ritratto di Domenico da Gambassi detto "Becuccio Bicchieraio", 1528-1530, olieverf op doek, 86 x 67 cm, Edinburgh, National Gallery of Scotland.
- Madonna col Bambino, ca. 1528-1530, olieverf op doek, 56 x 42,7 cm, Hampton Court, Collezioni reali.
- Sacra Famiglia (Borgherini), ca. 1529, olieverf op doek, 135 x 100 cm, New York, Metropolitan Museum.
- Sacra Famiglia con san Giovanni Battista, ca. 1529, olieverf op doek, 129 x 100 cm, Sint-Petersburg, Hermitage.
- Assunzione della Vergine, 1529, olieverf op doek, 239 x 209 cm, Florence, Palazzo Pitti, Galleria Palatina.
- Ritratto di donna in giallo, ca. 1529-1530, olieverf op doek, 64 x 50 cm, Hampton Court, Collezioni reali.
- Carità, ca. 1530, olieverf op doek, 119,5 x 92,5 cm, Washington D.C., National Gallery of Art.
- Madonna in gloria e quattro santi, 1530, olieverf op doek, 308 x 208 cm, Florence, Palazzo Pitti, Galleria Palatina.

## Galerij

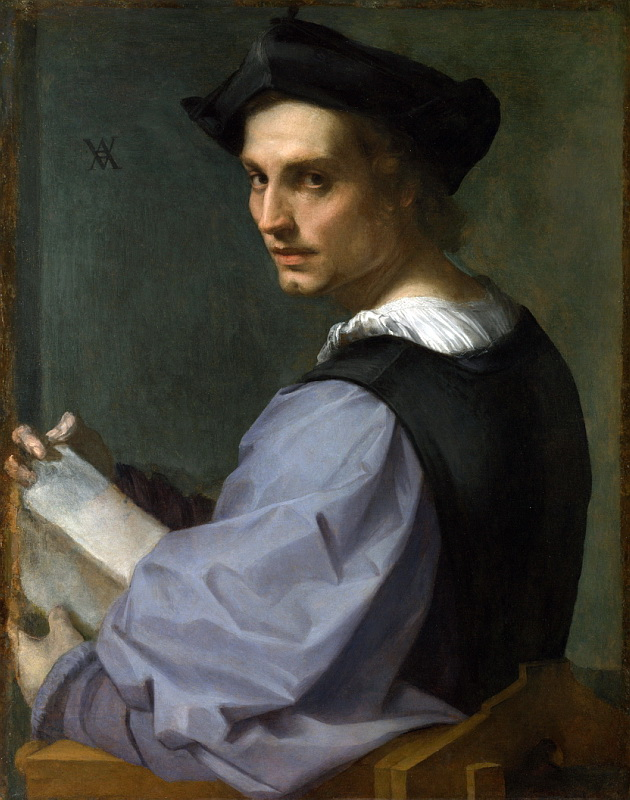
Portret van een man
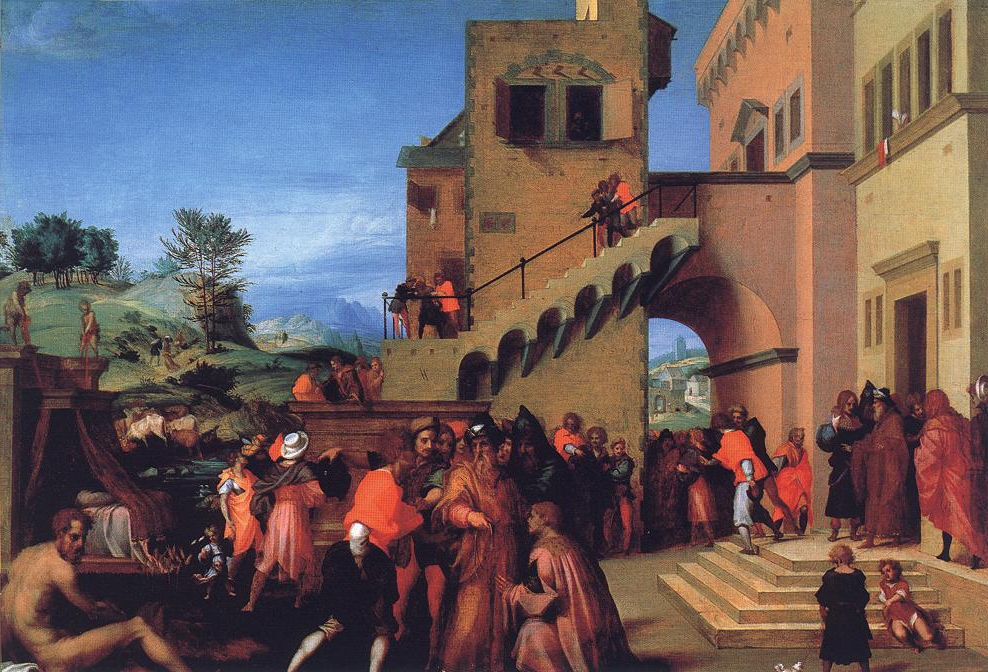
Verhalen van Joseph
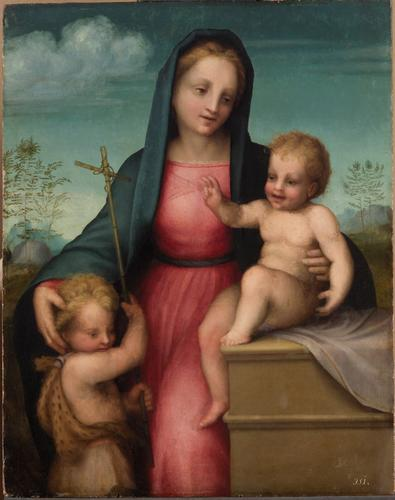
Madonna met kind
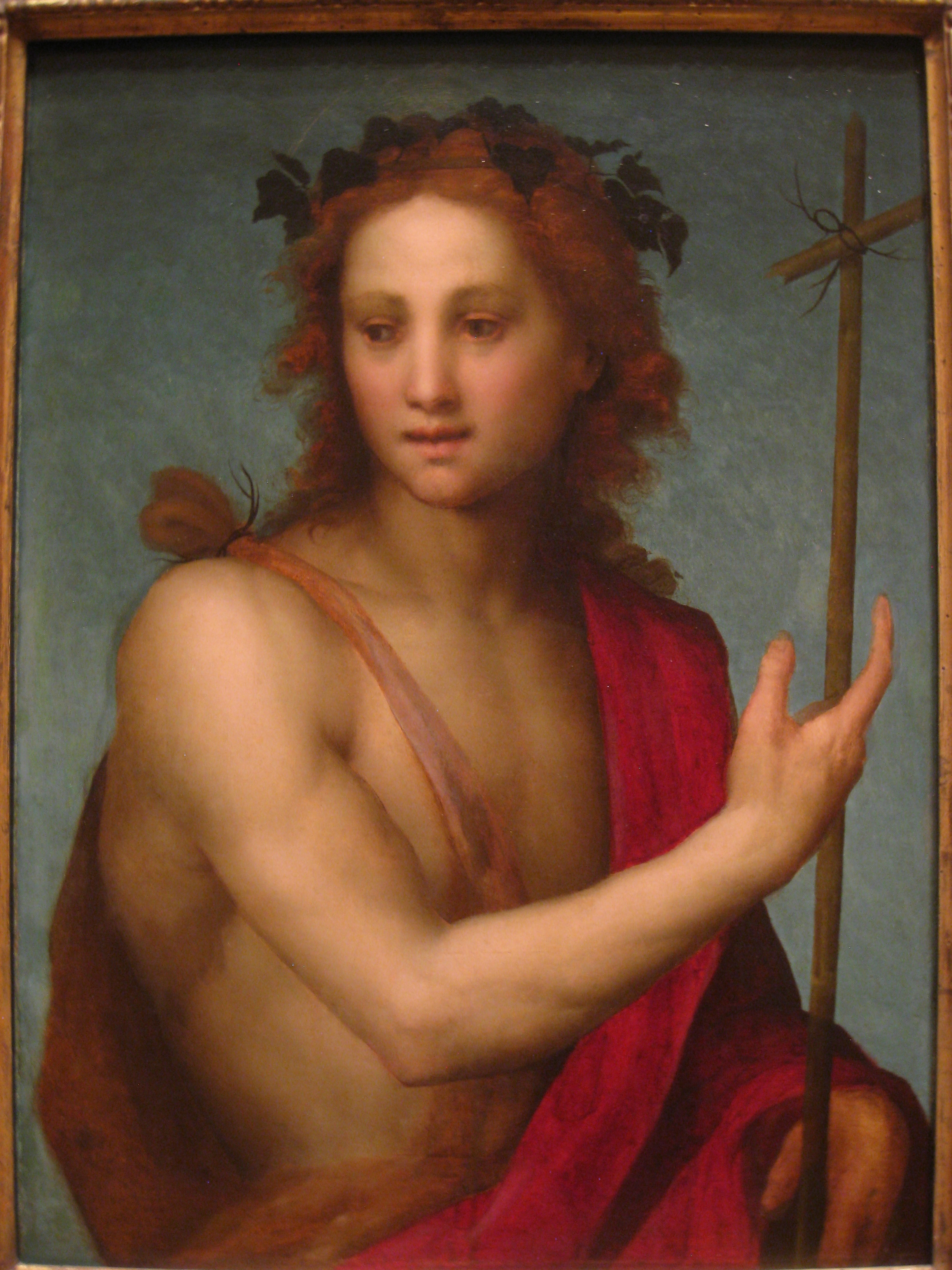
Johannes de Doper
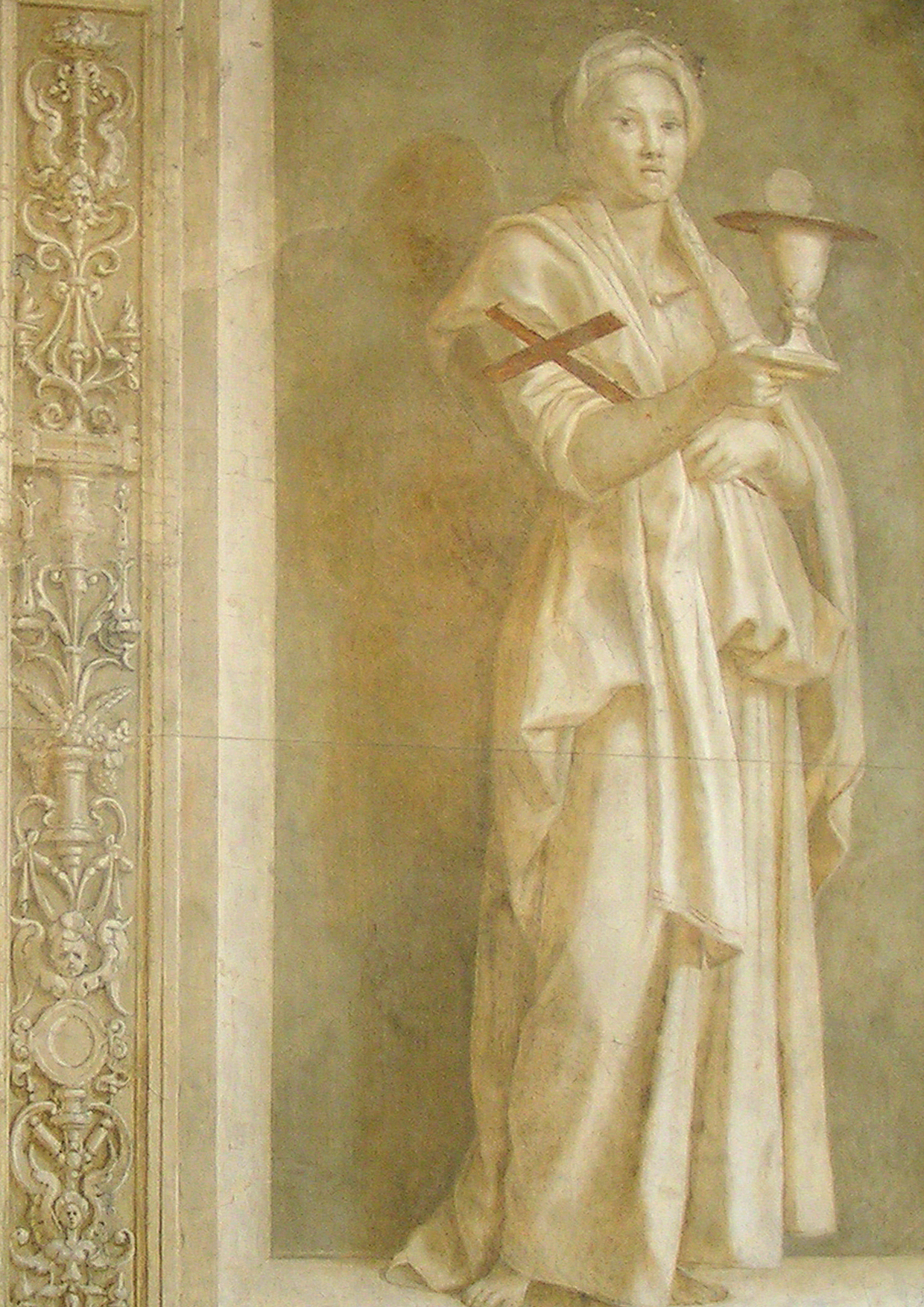
Fede, Chiostro dello Scalzo
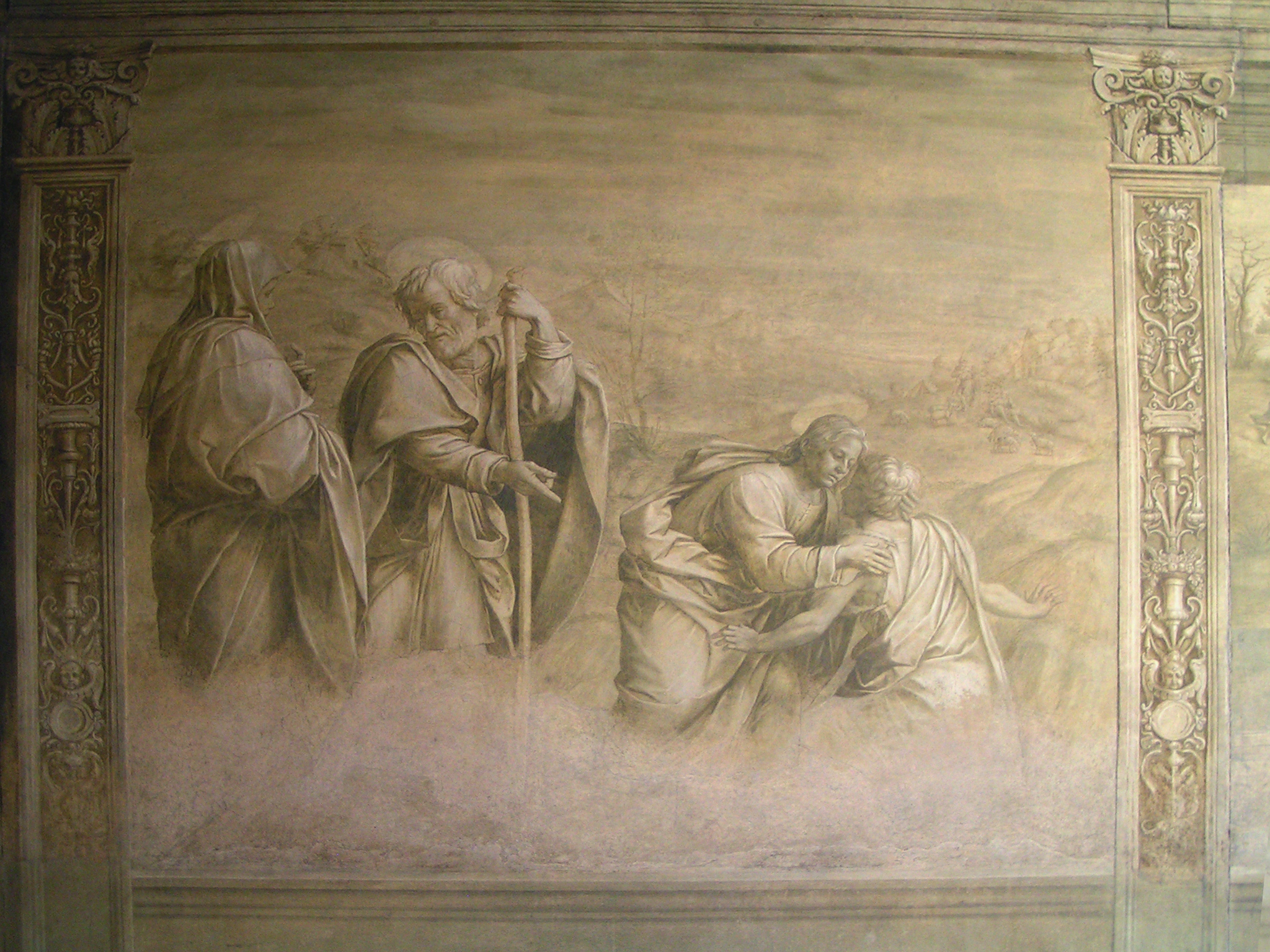
Incontro di Gesù con San Giovanni nel deserto